# Mistrovství světa v ledním hokeji 2003 (Divize I)
Mistrovství světa v ledním hokeji (Divize I) se probíhala ve dnech 13. dubna–21. dubna 2003 ve městech Budapešť (Skupina A) a Záhřeb (Skupina B).

## Skupiny

### Skupina A
| Poř. | Země       | Z | V | R | P | Skóre | B  |
| ---- | ---------- | - | - | - | - | ----- | -- |
| 1.   | Kazachstán | 5 | 5 | 0 | 0 | 34:9  | 10 |
| 2.   | Polsko     | 5 | 4 | 0 | 1 | 24:9  | 8  |
| 3.   | Maďarsko   | 5 | 2 | 1 | 2 | 14:13 | 5  |
| 4.   | Nizozemí   | 5 | 1 | 1 | 3 | 17:22 | 3  |
| 5.   | Rumunsko   | 5 | 1 | 1 | 3 | 13:26 | 3  |
| 6.   | Litva      | 5 | 0 | 1 | 4 | 7:30  | 1  |

 Litva -  Polsko 2:8 (0:2, 1:2, 1:4)
15. dubna 2003 – Budapešť
 Rumunsko -  Kazachstán 2:8 (0:2, 2:5, 0:1)
15. dubna 2003 – Budapešť
 Nizozemsko -  Maďarsko 2:4 (2:0, 0:1, 0:3)
15. dubna – Budapešť
 Kazachstán -  Litva 13:2 (2:0, 6:0, 5:2)
16. dubna 2003 – Budapešť
 Polsko -  Nizozemsko 6:3 (2:1, 0:0, 4:2)
16. dubna 2003 – Budapešť
 Maďarsko -  Rumunsko 4:4 (2:2, 1:0, 1:2)
16. dubna 2003 – Budapešť
 Polsko -  Rumunsko 6:0 (2:0, 3:0, 1:0)
18. dubna 2003 – Budapešť
 Litva -  Nizozemsko 2:2 (1:0, 1:1, 0:1)
18. dubna 2003 – Budapešť
 Maďarsko -  Kazachstán 1:4 (1:3, 0:0, 0:1)
18. dubna 2003 – Budapešť
 Nizozemsko -  Rumunsko 7:4 (3:0, 2:2, 2:2)
20. dubna 2003 – Budapešť
 Kazachstán -  Polsko 3:1 (0:0, 2:0, 1:1)
20. dubna 2003 – Budapešť
 Litva -  Maďarsko 0:4 (0:2, 0:1, 0:1)
20. dubna 2003 – Budapešť
 Kazachstán -  Nizozemsko 6:3 (3:2, 2:0, 1:1)
21. dubna 2003 – Budapešť
 Rumunsko -  Litva 3:1 (2:0, 0:1, 1:0)
21. dubna 2003 – Budapešť
 Maďarsko -  Polsko 1:3 (1:1, 0:2, 0:0)
21. dubna 2003 – Budapešť

### Skupina B
| Poř. | Země           | Z | V | R | P | Skóre | B |
| ---- | -------------- | - | - | - | - | ----- | - |
| 1.   | Francie        | 5 | 4 | 1 | 0 | 21:5  | 9 |
| 2.   | Norsko         | 5 | 4 | 0 | 1 | 19:9  | 8 |
| 3.   | Estonsko       | 5 | 2 | 0 | 3 | 12:20 | 4 |
| 4.   | Itálie         | 5 | 2 | 0 | 3 | 16:11 | 4 |
| 5.   | Velká Británie | 5 | 1 | 1 | 3 | 16:14 | 3 |
| 6.   | Chorvatsko     | 5 | 1 | 0 | 4 | 10:35 | 2 |

 Estonsko -  Itálie 3:1 (0:1, 1:0, 2:0)
14. dubna 2003 – Záhřeb
 Velká Británie -  Francie 2:2 (1:0, 1:1, 0:1)
14. dubna 2003 – Záhřeb
 Chorvatsko -  Norsko 1:6 (0:0, 1:5, 0:1)
14. dubna 2003 – Záhřeb
 Itálie -  Velká Británie 4:2 (1:0, 2:2, 1:0)
15. dubna 2003 – Záhřeb
 Norsko -  Estonsko 3:0 (1:0, 0:0, 2:0)
15. dubna 2003 – Záhřeb
 Francie -  Chorvatsko 8:1 (3:0, 5:0, 0:1)
15. dubna 2003 – Záhřeb
 Francie -  Norsko 4:2 (2:0, 0:0, 2:2)
17. dubna 2003 – Záhřeb
 Estonsko -  Velká Británie 4:3 (1:1, 2:0, 1:2)
17. dubna 2003 – Záhřeb
 Itálie -  Chorvatsko 9:0 (4:0, 1:0, 4:0)
17. dubna 2003 – Záhřeb
 Francie -  Estonsko 6:0 (2:0, 2:0, 2:0)
18. dubna 2003 – Záhřeb
 Norsko -  Itálie 5:2 (2:0, 2:2, 1:0)
18. dubna 2003 – Záhřeb
 Velká Británie -  Chorvatsko 7:1 (1:1, 3:0, 3:0)
18. dubna 2003 – Záhřeb
 Norsko -  Velká Británie 3:2 (2:2, 0:0, 1:0)
20. dubna 2003 – Záhřeb
 Itálie -  Francie 0:1 (0:0, 0:1, 0:0)
20. dubna 2003 – Záhřeb
 Chorvatsko-  Estonsko 7:5 (3:0, 1:2, 3:3)
20. dubna 2003 – Záhřeb